# Chrysosoma adoptatum
Chrysosoma adoptatum är en tvåvingeart som beskrevs av Octave Parent 1935. Chrysosoma adoptatum ingår i släktet Chrysosoma och familjen styltflugor. Inga underarter finns listade i Catalogue of Life.